# Xochiapa
Xochiapa es una localidad mexicana ubicada en el estado de Veracruz, cabecera del municipio de Santiago Sochiapan.

## Breve reseña histórica
El pueblo de Xochiapa fue fundado entre los años 1600-1650. Lo fundaron personas provenientes de la sierra de Oaxaca para asentarse en esta región en busca de mejores condiciones de vida. Estas personas eran 100 % zapotecas, y fueron quienes nombraron a esta localidad, que hoy es la cabecera municipal de Santiago Sochiapan.
Por el origen de sus fundadores —anónimos, por cierto—, la lengua predominante en la localidad de Xochiapa y en toda la jurisdicción municipal es el zapoteco.

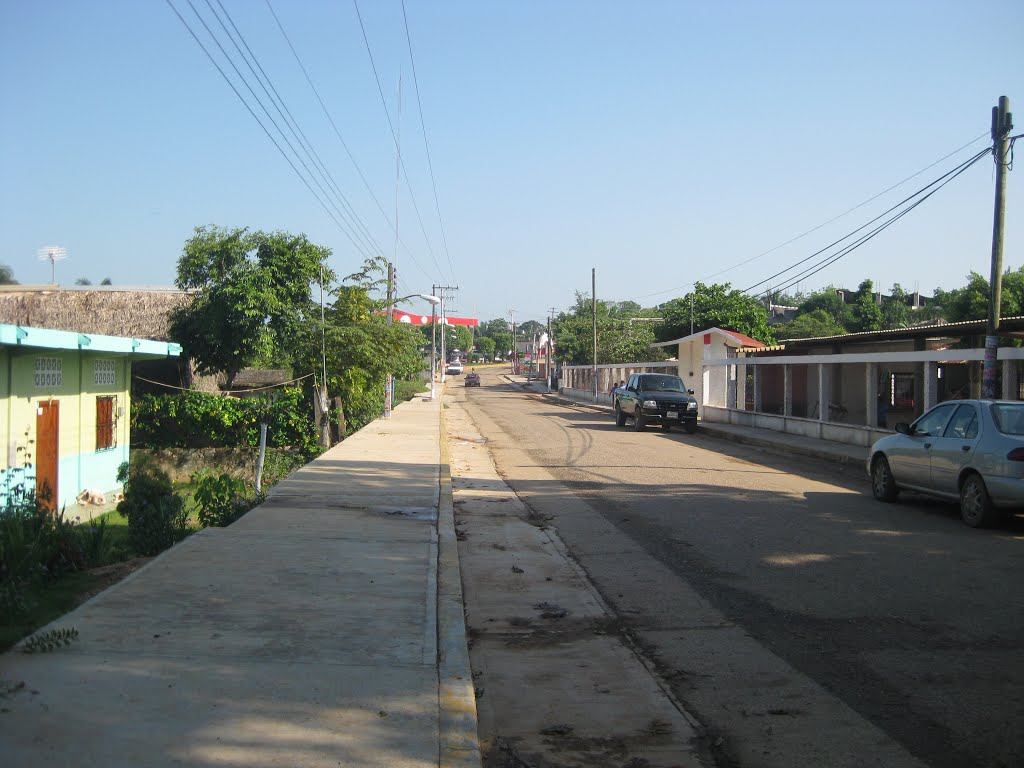
Calle en el Centro de Xochiapa

Actualmente, el idioma español se ha extendido como lengua propia debido a que las generaciones actuales se han ido incorporando a una sociedad culturalmente más desarrollada, principalmente debido al acceso que se tiene a los medios de divulgación académica, científica y tecnológica.
Xochiapa tiene grabada en su historia la pesadilla que vivieron en el año de 1910: se trata de la revolución armada en la que, disperso el núcleo de la población indígena de Xochiapa, se refugió al amparo de la selva.
Al volver los tiempos de paz, Xochiapa ya había perdido su población; es así que se derivan las poblaciones como Santa Teresa, Nueva Era, Arroyo Zacate y Tatahuicapa, entre otras.

## Fiestas
Fiestas y Tradiciones
Marzo - abril: Semana Santa (fecha variable) con banda, procesiones, viacrucis y festejos religiosos.
Mayo: Días 1, 2, 3 y 4 Xochiapa festividades de la Santa Cruz con calendas, palo encebado, jaripeos, encuentro de bandas y danzas tradicionales, mayordomía.
Día 21, 22, 23,  Xochiapa Fiesta de Santiago de España con calendas,palo encebado, jaripeos, bandas, danzas, procesiones, mayordomía, bailes populares.
Junio: Días 11, 12,13 y 14 Xochiapa: fiestas de San Antonio de Padua, con calendas, palo encebado, jaripeos, encuentros de Bandas y danzas.
Julio: Días 23, 24, 25 y 26 Xochiapa Fiesta de Santiago Apóstol con calendas por las calles del pueblo, palo encebado, jaripeos, encuentros de Bandas, mayordomia, procesiones y danzas.
Septiembre: Día 15 Ceremonia del Grito de la Independencia con juegos pirotécnicos y bailes populares.
16 desfile conmemorativo a la Independencia.
Noviembre: días 1, 2 y3 día de muertos con danza, altares, procesión con la banda de viento del panteón al templo principal de la comunidad. Comida; Chancletas, tamales, caldos de pollo de rancho, mole negro, mole dulce, champurrados, pan de muerto.
Diciembre: 10, 11, 12 fiesta de la Virgen de Guadalupe con calendas, palo encebado, jaripeos, encuentros de Bandas y danzas.
15 aniversario de la creación del municipio de Santiago Sochiapan. Ver.
Días 16 -24 Posadas, Navidad (mayordomia) en la casa del padrino del niño Dios.

## Cronología histórica
1584. Francisco Hernández recibe terrenos otorgados por la corona, cerca de la República de Indios de Xochiapa.
1717. Desde este año, el lugar ya era conocido como una municipalidad del estado de Veracruz.
1728. El 10 de mayo, la corona española acuerda que el pueblo de Xochiapa sea incorporado a la alcaldía mayor de Villa Alta. Ramón Jocano recurre a la corte regia diciendo que no intenta rescatar al pueblo de Xochiapa, que por su voluntad pidió el cambio de adscripción.
1776. En escrito del 24 de mayo, los oidores de la Real Audiencia determinan que el pueblo de Xochiapa pertenezca a Cosamaloapan.
1831. El pueblo de Xochiapa ostenta la categoría de cabecera municipal, a pesar de tener tierras estériles; sus moradores trabajan a seis u ocho leguas, para hacer sus siembras en las ruinas de Acuezpaltepec.
1844. Pobladores de Xochiapa ceden tierras de sus propios ejidos a Playa Vicente.

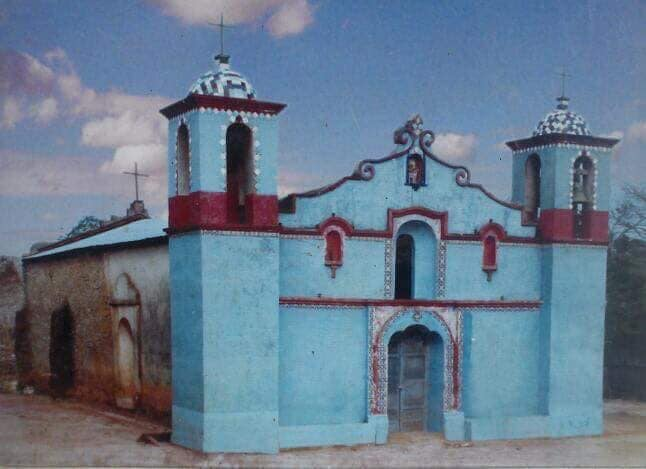
Antigua iglesia católica del centro Xochiapa

1879. Se fraccionan los terrenos donados de Huaspala y Chilapa, que fueron divididos en dos lotes: el número uno corresponde a noventa jefes de familia de Xochiapa. El acta de reparto se protocoliza en Cosamaloapan.
1880. En el decreto n.º 80 del 22 de diciembre, según disposición del gobernador Apolinar Castillo y la legislatura del estado instalada en Orizaba, se dicta la extinción de Tatahuicapan, del cantón de Cosamaloapan, y su incorporación a Xochiapa, que pertenece al mismo cantón.
1887. Siendo gobernador Juan de la Luz Enríquez, se decreta la extinción del municipio de Xochiapa, cantón de Cosamaloapan, anexándose al de Playa Vicente.
1890. Ante el conflicto entre Playa Vicente, Huaspala y Chilapa por la nulificación del reparto, el gobierno del estado reconoce que dicho reparto es legal, por lo que las tierras cuya restitución piden los vecinos de Playa Vicente y que fueron de las comunidades indígenas de Xochiapa, pasan a propiedad particular.
2001. El pueblo de Xochiapa inició una serie de movilizaciones encabezadas por el Sr. Miguel Bautista Alonso para lograr la autonomía municipal.
2003.  LA QUINCUAGÉSIMA NOVENA LEGISLATURA DEL HONORABLE CONGRESO DEL ESTADO LIBRE Y SOBERANO DE VERACRUZ DE IGNACIO DE LA LLAVE mediante el DECRETO Número 599, crea el Municipio Libre de Santiago Sochiapan, del Estado de Veracruz de Ignacio de la Llave, con cabecera municipa en Xochiapa
2004. El 26 de julio, se inició la construcción del actual palacio municipal y fue concluido en el mes de diciembre del mismo año.